# Tazegzawt
Tazegzawt ou Tazegzawth, dite aussi « Bleue de Kabylie », est une race ovine algérienne endémique à la Kabylie.

## Origine
Cette race qui est endémique à la région de la Kabylie est la race ovine avec le plus petit cheptel en Algérie (environ 3500 têtes), elle est d'ailleurs totalement ignorée par la communauté scientifique.
De récents efforts ont été entrepris par l'INRAA en Algérie afin de préserver la race.

## Description
Standard officiel
- Yeux :	 Taches noires à reflets bleus au niveau des yeux
- Langue :	 Taches fréquentes
- Queue:	 Fine et courte
- Toison :	 Blanche
- Poids :	Bélier, 66,2 à 90,8 kg ; brebis, 50,7 à 58,5 kg[2]